# 穆坪马先蒿
穆坪马先蒿（学名：Pedicularis moupinensis）是列当科马先蒿属的植物，是中国的特有植物。分布于中国大陆的四川、甘肃等地，多生在苔藓中，目前尚未由人工引种栽培。